# Boulder (Utah)
Boulder é uma cidade  localizada no estado norte-americano de Utah, no Condado de Garfield.

## Demografia
Segundo o censo norte-americano de 2000, a sua população era de 180 habitantes. 
Em 2006, foi estimada uma população de 178, um decréscimo de 2 (-1.1%).

## Geografia
De acordo com o United States Census Bureau tem uma área de 
54,2 km², dos quais 54,2 km² cobertos por terra e 0,0 km² cobertos por água.

## Localidades na vizinhança
O diagrama seguinte representa as localidades num raio de 52 km ao redor de Boulder. 